# Тривалості (музика)
Но́тні трива́лості — музичний термін, що позначає тривалість музичного звуку або паузи. Тривалість звуку може вимірюватись в абсолютних (в секундах і долях секунди) та у відносних одиницях. В музичній практиці застосовується шкала відносних нотних тривалостей, заснована на послідовному поділі основної нотної тривалості — цілої ноти на два. Відповідно до цієї шкали нотні тривалості позначаються таким чином:

### Основні нотні тривалості
| Тривалість                   | Нота | Пауза | Значення                        |
| ---------------------------- | ---- | ----- | ------------------------------- |
| Ціла                         |      |       | (ціла)                          |
| Половинна («половинка»)      |      |       | в 2 рази коротша за цілу ноту   |
| Четвертна («чвертка»)        |      |       | в 4 рази коротша за цілу ноту   |
| Восьма («вісімка»)           |      |       | в 8 разів коротша за цілу ноту  |
| Шістнадцята («шістнадцятка») |      |       | в 16 разів коротша за цілу ноту |
| Тридцять друга               |      |       | в 32 рази коротша за цілу ноту  |
| Рідше вживаються:            |      |       |                                 |
| шістдесят четверта           |      |       | в 64 рази коротша за цілу ноту  |
| нота бревіс                  |      |       | вдвічі довша за цілу ноту.      |

### Інші нотні тривалості

Половинка з крапкою

Окрім того, використовують нотні тривалості «з крапкою» (англ. dotted), «з двома крапками», та, рідко, «з трьома крапками», в яких крапка означає подовження нотної тривалості на половину її довжини, наприклад половинна нота з двома крапками буде дорівнювати половинній, четвертній та восьмій разом (тобто {\displaystyle \ 1/2+1/4+1/8=7/8})
В окремих випадках тривалість ноти може бути також подовжена лігою. Наприклад половинна нота, залігована з іншою половинною нотою фактично дорівнюватиме цілій ноті.
Застосовуються також т. зв. особливі види ритмічного поділу (англійський термін tuplet не має точного відповідника в українській мові), при яких поділ ритмічних тривалостей не збігається з основним їх поділом.
До такого виду поділу належать:
- Дуоль — поділ на 2 замість 3
- Тріоль — поділ на 3 замість 2
- Квартоль — поділ на 4 замість 3
- Квінтоль — поділ на 5 замість 4

і т. д.

### Нотні тривалості в MIDI
У MIDI окрім традиційний нотних тривалостей, застосовується специфічна нотна тривалість — тік (tick), яка є найменшою можливою тривалістю в MIDI-секвенції. Сучасні секвенцери дозволяють встановити кількість тіків в чвертній ноті (ticks per quater-note) від 48 до 960, найчастіше вживаними значеннями є 120 та 360 тіків на чвертну ноту. Чим більша кількість тіків в чвертній ноті, тим точніше можна запрограмувати в міді-секвенції артикуляційні та агогічні нюанси.

### Історичний нарис
Вже в мензуральній нотації (13 століття) тривалість позначалася різним зображенням нот і пауз. Вказівки «пропорції» могли збільшувати або зменшувати в певне число разів власне значення всіх нот.
Сучасна, тактова нотація почала формуватись з 17 століття, коли ноти стали вказувати лише відносну тривалість (половину, чверть, восьму і т. д. від цілої ноти), реальне значення якої залежало від темпу.

### Відносні і абсолютні тривалості
Реальне значення будь-якої тривалості залежить від темпу, в якому вони відтворюються. Якщо в позначенні темпу вказується, наприклад, кількість четвертних на хвилину Т, то абсолютна тривалість t четвертної ноти дорівнюватиме {\displaystyle \ t=60/T} секунд. Таким чином, наприклад шістнадцятка в темпі Allegro (ɹ = 120) дорівнюватиме 0,125 секунди.
Слід зазначити, що в реальному музичному виконавстві нотні тривалості можуть дещо відрізнятись від записаних нотами, що може бути викликано особливостями традицій виконання, особливостями стилю (див. наприклад свінг) та іншими причинами.

### Проблема рівномірності поділу тривалостей
У класичній теорії музики вважається, що поділ тривалостей є рівномірним. Водночас для різних стилів народної музики властивою є нерівномірність поділу. Наприклад, свінг передбачає поділ, в якому тривалість першої ноти з кожної пари із двох нот подовжується, а другої — скорочується. В народній танцювальній музиці простежуються і складніші форми нерівномірного поділу, які утворюють на рівні побудов з кількох тактів періодичну нерівність

### До історії термінології
В підручнику С. Людкевича (1921) тривалості іменуються як «ритмічні вартости», а самі «вартости» іменуються так: «ціла», «півнота», «чвертка», вісімка", «шіснайцятка», «тридцятьдвійка». Особливі види ритмічного поділу (тріолі і т. ін.) — виїмковим ритмічним поділом ритмічних вартостей.
У перекладі Є. Дроб'язком (1952) підручника І. Способіна тривалості іменуються «довгостями»